# 唐文方
唐文方（英語：Wenfang Tang），政治学家和中国政治研究专家。唐文方分别于北京大学、堪萨斯大学和芝加哥大学获得学士、硕士和博士学位，先后于匹兹堡大学、爱荷华大学和香港科技大学任教。2022年3月起任香港中文大學（深圳）校长讲席教授、人文社科学院院长。

## 经历
唐文方于1977年进入北京大学国际政治学系学习，是文革后恢复高考的首批大学生。1982年，获得北京大学法学学士学位。本科毕业后，唐文方前往美国留学，1985年获堪萨斯大学政治学硕士学位，1990年获芝加哥大学政治学博士学位。
1990年至2009年，唐文方任教于匹兹堡大学政治科学系，先后担任助理教授、副教授和教授。2009年至2019年，任爱荷华大学政治学与国际问题研究斯坦利华夏讲座教授、政治科学系主任。2019年至2022年，任香港科技大学社会科学部主任、讲座教授。2022年3月起，任香港中文大學（深圳）校长讲席教授、人文社科学院院长。

## 学术研究
唐文方是比较政治学和中国政治领域的著名学者，在国际和中国学界均具有广泛影响。具体研究方向包括民意、政治文化、威权体制、社会调查等。
唐文方的研究发表于《美国政治科学期刊》、《中国季刊》等学术期刊，并有Public Opinion and Political Change in China（斯坦福大学出版社）、Populist Authoritarianism: Chinese Political Culture and Regime Sustainability（牛津大学出版社）等专著。

## 学术兼职
唐文方目前担任国际政治学会“民意比较研究”执行委员会委员，《政治心理学》、《政治心理学前沿》、《前沿政治科学》等国际学术期刊编委会成员，北京大学中国社会科学调查中心、中山大学社会科学调查中心和中国人民大学中国综合调查项目国际学术顾问委员会成员，以及世界价值调查中国项目负责人。